# 百戰小旅鼠
《百戰小旅鼠》（又译作）是一个通过鼠标使用道具指引限定数目的旅鼠到达目的地的游戏，由DMA Design（今rockstar north）開發，第一作最初1991年2月14日在Amiga上推出。之后不断推出各个平台的版本。

## 外部連結
- Lemmings Universe （页面存档备份，存于） — Lemmings 图文，消息，攻略
- The Lemmings Encyclopedia （页面存档备份，存于） - 攻略图集
- 莫比游戏上的《Lemmings》（英文）
- Lemmings Ports （页面存档备份，存于） — Informational blog on most Lemmings game ports